# Cosmina Stratan
Pour les articles homonymes, voir Stratan.
Cosmina Stratan, née le 20 octobre 1984 à Iași, est une actrice roumaine, qui a obtenu le Prix d'interprétation féminine au Festival de Cannes 2012, ex æquo avec Cristina Flutur.

## Filmographie
- 2012 : Au-delà des collines de Cristian Mungiu
- 2016 : Shelley d'Ali Abbasi
- 2020 : Jak Najdalej Stąd de Piotr Domalewski
- 2022 : Frère et Sœur d'Arnaud Desplechin

## Distinction
- Festival de Cannes 2012 : Prix d'interprétration féminine ex æquo avec Cristina Flutur pour Au-delà des collines.